# Łotewskie wojska pancerne (1918–1940)
Łotewskie wojska pancerne 1918–1940
25 listopada 1918 r. Łotwa ogłosiła niepodległość. Już kilka dni później jej terytorium zostało zaatakowane przez wojska bolszewickie. W styczniu 1919 r. zajęły one Rygę. Jedynym obszarem, który pozostał w rękach Łotyszy, były okolice Lipawy. Władze łotewskie zawarły umowę z Niemcami, których wojska odzyskały większość ziem łotewskich wiosną 1919 r. Łotyszy wsparła też armia estońska, która następnie wystąpiła z nimi przeciwko oddziałom niemieckim. Ważną rolę w łotewskiej wojnie o niepodległość odegrały pociągi pancerne. 5 zostało zbudowanych przez Łotyszy, zaś 2 zdobyto na bolszewikach. Po zakończeniu wojny na pocz. lutego 1920 r., Łotysze przejęli od Niemców 2 dodatkowe pociągi pancerne.
W czasie działań wojennych walczyły też w niedużej ilości samochody pancerne. W maju 1919 r. na stronę Łotyszy przeszedł bolszewicki oddział samochodów pancernych, składający się z 2 pancerek Putiłow-Austin (nazwanych „Imanta” i „Zemgaleetis”) i 1 Garford-Putiłow („Lacplesis”). Pozostałymi samochodami pancernymi były Iżorski-Fiat („Staburags”), Pierce-Arrow („Viesturs”) i lekka pancerna nieznanego typu wybudowana na Łotwie („Sargs”). Tworzyły one Pułk Samochodów Pancernych.
Po nieudanej ofensywie białogwardyjskiej Armii Północno-Zachodniej gen. Nikołaja N. Judenicza na Piotrogród jesienią 1919 r., armię łotewską zasiliły 3 brytyjskie czołgi Mark V i 2 Mark B, wspierające wcześniej wojska Białych Rosjan. Nazwano je „Minstr. Pres. Ulmanis”, „Generalis Balodis”, „Generalis Burt's”, „Latgalietis” i „Vidzemnieks”.
W latach 1925–1930 łotewskie siły zbrojne zasiliło 6 nowych pociągów pancernych, które zastąpiły pochodzące z okresu wojny o niepodległość. Weszły one w skład Pułku Pociągów Pancernych w Rydze. Na pocz. 1926 r. Łotwa zakupiła we Włoszech 6 czołgów Fiat 3000 A, w tym 2 uzbrojone w działko 37 mm L/33 Puteaux, zaś pozostałe w karabin maszynowy Vickers. Po ich dostarczeniu do Rygi we wrześniu 1927 r., utworzyły one Pułk Samochodowo-Czołgowy. Od 1930 r. w składzie łotewskiej formacji obrony terytorialnej Aizsargi znalazła się tankietka produkcji brytyjskiej Carden-Lloyd Mk VI. Użyto jej 17 marca 1934 r. w Rydze podczas zamachu stanu przeprowadzonego przez premiera Kārlisa Ulmanisa. W marcu 1935 r. w Wielkiej Brytanii zostało zakupionych 18 lekkich czołgów Vickers. 6 z nich było uzbrojonych w działko 40 mm, zaś reszta w karabin maszynowy Vickers. Czołgi z działkami przybyły na Łotwę dopiero w maju 1938 r. W 1939 r. Łotysze nabyli od Niemców 96 działek przeciwpancernych 47 mm. Były one ciągnięte przez 32 samochody Krupp-Protze i 35 Ford-Vairogs V8, zakupione w latach 30.
17 czerwca 1940 r. Łotwę zajęła bez walki Armia Czerwona. Armia łotewska weszła w skład sowieckiego XXIV Korpusu Terytorialnego.

## Organizacja wojsk pancernych
Na pocz. 1940 łotewskie wojska pancerne były następująco zorganizowane:
- 1 kompania samochodów pancernych w Rydze (6 pancerek z okresu wojny o niepodległość z lat 1918–1920),
- 1 kompania czołgów w Rydze (6 czołgów Fiat 3000 A, 2 czołgi Mark V i 1 Mark B),
- 2 kompania czołgów w Rydze (9 czołgów Vickers),
- 3 kompania czołgów w Dyneburgu (9 czołgów Vickers).